# Мятный джулеп
Мятный джу́леп (англ. mint julep) — алкогольный коктейль на основе бурбона (или другого крепкого спиртного напитка), воды, дроблёного льда и свежей мяты. В качестве коктейля на основе бурбона он ассоциируется с Югом США и кухней южных штатов в целом и Кентуккским дерби в частности. Классифицируется как лонг дринк. Входит в число официальных коктейлей Международной ассоциации барменов (IBA), категория «Современная классика» (англ. Contemporary classics).

## Приготовление
Мятный джулеп традиционно готовится из четырёх компонентов: листья мяты, бурбон, сахарный сироп и колотый лёд. Традиционно берётся отборная мята, используемая в южных штатах и в Кентукки в частности. Правильный рецепт приготовления коктейля обычно является спорной темой, поскольку методы могут значительно варьироваться от одного бармена к другому. Мятный джулеп относится к слабо связанному семейству напитков под названием «смэши» (среди других примеров бренди смэш, а также мохито), в процессе приготовления которых свежая мята и другие ингредиенты разминаются или дробятся для придания готовому напитку характерного аромата. Жмых выпускает эфирные масла и соки в смесь, усиливая аромат от добавленного ингредиента (ингредиентов).
Традиционно мятные джулепы часто подают в серебряных или оловянных чашках и держат только за нижние и верхние края чашки. Это позволяет формировать изморозь на внешней стороне чашки. Традиционное размещение руки могло возникнуть, чтобы уменьшить количество тепла, передаваемого от рук серебряной или оловянной чашке. Сегодня мятные джулепы наиболее часто подаются в высоком стакане Олд фешен, стакане Коллинз или хайбол с соломинкой.

## История

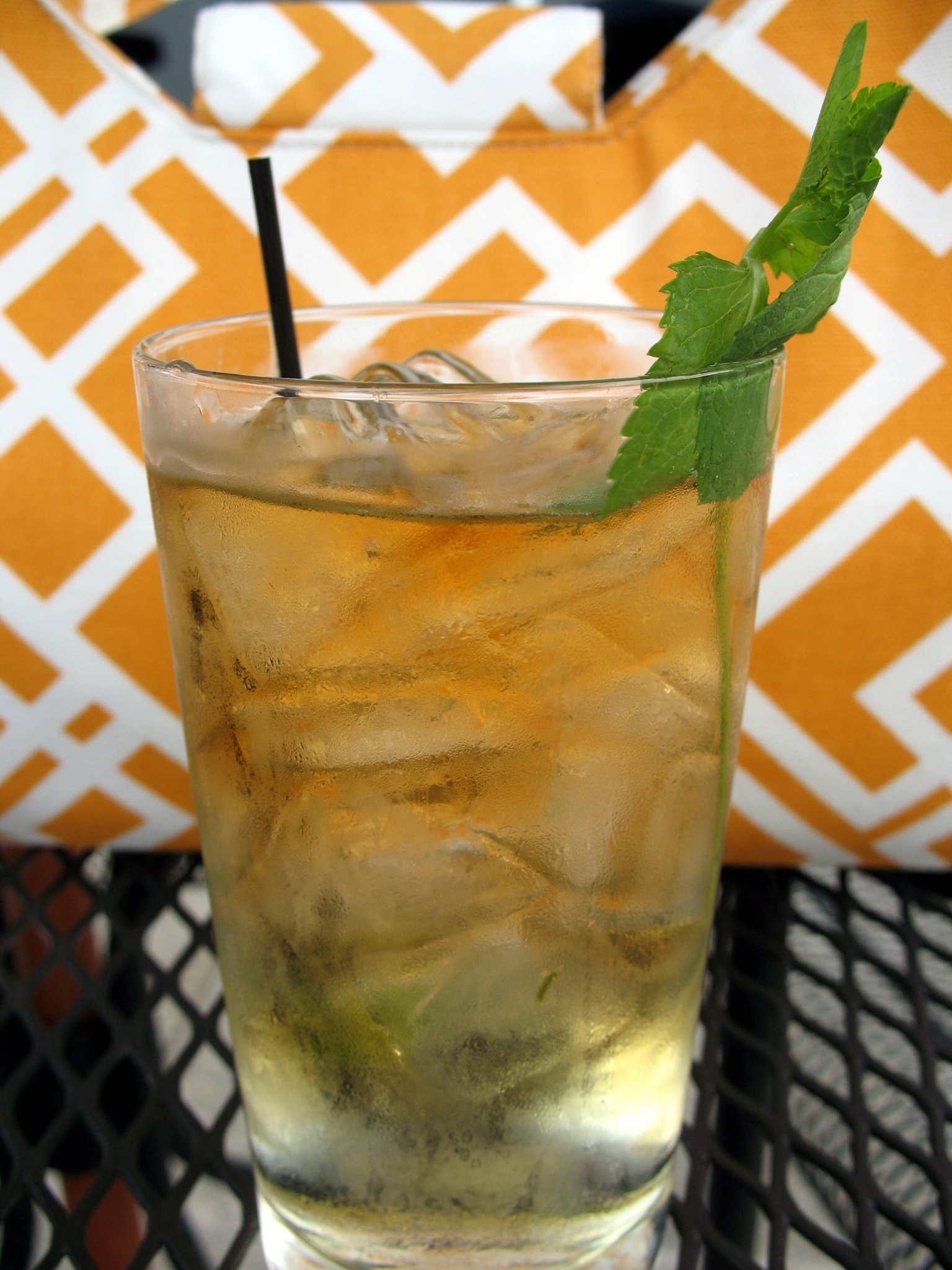
Мятный джулеп в прозрачном стакане

Мятный джулеп впервые был приготовлен в южной части США, вероятно, в XVIII веке.
Несколько признаков мятного джулепа говорили о том, кто его делал, как об элите, помимо простой возможности предложить выпить. Во-первых, наличие льда означало либо владение ледохранилищем, либо наличие средств, чтобы купить лёд, дорогой товар на американском юге. Во-вторых, традиционная серебряная (не посеребрённая) чашка является признаком богатства. В-третьих, нужен был слуга, который сделал бы и подал напиток; верный слуга, который мог бы иметь доступ к ледохранилищу, виски, серебру; опытный слуга, который мог бы правильно охладить чашку.
Сенатор США от Кентукки Генри Клей представил напиток в Round Robin Bar в знаменитом отеле Willard во время своего пребывания в Вашингтоне, округ Колумбия. Термин «джулеп», как правило, определяется как сладкий напиток, в частности, используется в качестве медицинского средства. Само слово происходит от испанского julepe, куда пришло из андалузского диалекта арабского языка и означает «розовая вода».
Мятный джулеп первоначально был описан и упомянут в литературе ещё в 1784 году: «… болезни желудка с частыми позывами на рвоту и, порой, затруднением глотания. Затем я прописал ей рвотное, некоторые порошки и мятный джулеп.» Упоминание мятного джулепа в печати имело место в книге Джона Дэвиса, опубликованной в Лондоне в 1803 году, где он был описан как «драм спиртного, в который погружена мята, принимающийся с утра виргинцами». Однако Дэвис не уточнил, какой алкогольный напиток был использован.
В течение XIX века Американцы пили не только джулепы на основе бурбона, но и на основе джина, сделанные с женевером.
Книга британского капитана Фредерика Марриета «Вторая серия дневника в Америке» 1840 года описывает на странице 41 «настоящий мятный джулеп», таким образом:

Есть много разновидностей [мятного джулепа], такие как те, которые состоят из Бордо, Мадеры и прочего; но ингредиенты настоящего мятного джулепа следующие. Я узнал, как получить их, и мне удалось достичь большого успеха. Положите в стакан около десятка веточек нежных побегов мяты, на них положите ложку белого сахара, а также в равных пропорциях персиковый и обычный бренди, таким образом, чтобы заполнить его на одну треть, или, возможно, немного меньше. Затем возьмите тёртый или толчёный лед и заполните стакан. Гурманы трут края стакана куском свежего ананаса, а сам стакан очень часто обкладывается снаружи кубиками льда. По мере таяния льда вы пьёте.

Издание Джерри Томаса «Гид бармена: Как смешивать напитки или Компаньон бонвивана» 1862 года включает пять рецептов мятного джулепа (а также иллюстрацию того, каким он должен подаваться) допускают на выбор коньяк, бренди, джин, виски, игристое вино Мозель. Томас отмечает мятный джулеп как «… специфический американский напиток … [Позже] он был представлен в Англии капитаном Марриетом».
В 1916 году традиционный виргинский рецепт, по которому коктейли готовили в отеле The Greenbrier, был описан так:

… знаменитая старая барная комната, к которой вела винтовая лестница. Здесь, в этом тёмном прохладном помещении, наполненном запахом больших масс душистой мяты, которые лежат на горах дроблёного льда, в старину делались мятный джулеп белый сульфур и пунш Виргиния, благодаря которым это место было известно во всём мире. Мятные джулепы не были сложными смесями как на сегодняшний день. Они делались из чистейшего французского бренди, известняковой воды, старомодных резных голов сахара, колотого льда и молодой мяты, листва которой касается ваших ушей…

В последнее время, однако, джулепы на основе бурбона определённо вытеснили джулепы на основе джина.

## Кентуккское дерби

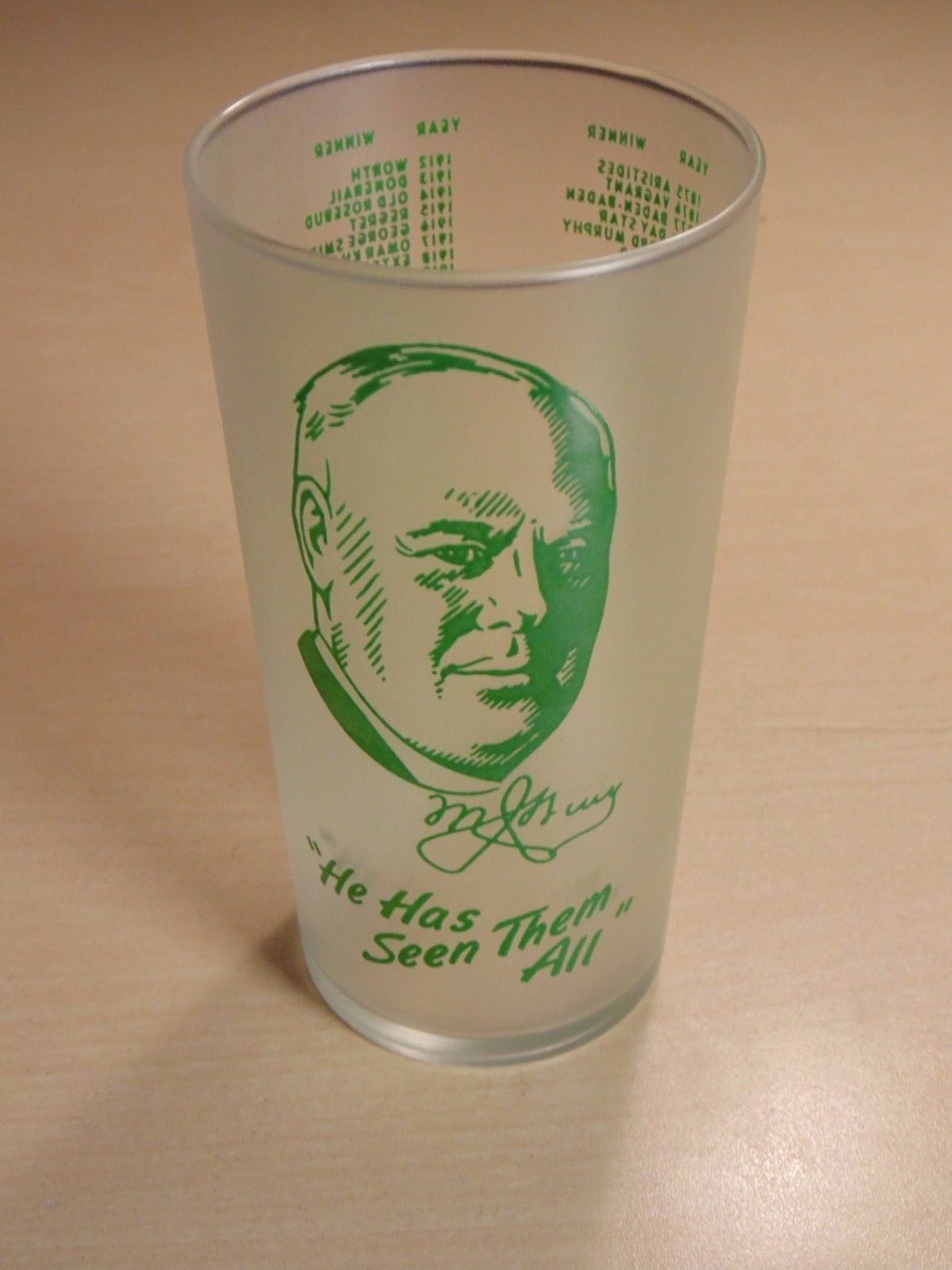
Стакан Кентуккского дерби 1949 года (на стакане Мэтт Уинн)

С 1938 года Мятный джулеп рекламировали Churchill Downs совместно с Кентуккским дерби. Каждый год почти 120000 джулепов подавались на ипподроме Churchill Downs в течение двухдневного периода Кентукки Оукс и Кентуккского дерби, практически все они подавались в специальных коллекционных стаканах Кентуккского дерби.
По договорённости между Brown-Forman и Churchill Downs, которая действовала более 18 лет, коктейль мятный джулеп от Early Times был назначен «официальным мятным джулепом Кентуккского дерби». Причём Early Times продавался в США как кентуккский виски, а не бурбон, так как он отстаивался в использованных, а не новых дубовых бочках. Тем не менее, начиная с 2015 года, «официальным напитком Кентуккского дерби» стал Old Forester, который также производился в Brown-Forman, он продается как мятный джулеп Old Forester, готовый к употреблению коктейль.
С 2006 года на Кентуккском дерби Churchill Downs также производит мятные джулепы экстра-премиум класса на заказ стоимостью $ 1000 каждый. Эти мятные джулепы подавались в позолоченных чашах с серебряными соломками, были сделаны на основе бурбона Woodford Reserve, мяты из Ирландии, кубиков льда из родниковой воды Баварских Альп и сахара из Австралии. Вырученные средства использовались на благотворительные цели, предназначались для списанных скаковых лошадей. Woodford Reserve, Early Times и Old Forester являются родственными брендами, производимыми Brown-Forman, и, в соответствии с условиями текущего маркетингового соглашения с Churchill Downs, Woodford Reserve называется «официальным бурбоном» дерби.
В мае 2008 года Churchill Downs представила самый большой в мире стакан мятного джулепа. Churchill Downs вместе с Brown-Forman поручили Weber Shandwick изготовить стакан высотой 1,8 (2,3 м с веточками мяты). Стакан был сделан из пищевого акрила FDA в форме официального стакана дерби 2008 года. Он имел объём 780 л, из него на дерби разливали мятные джулепы Early Times при помощи сложной насосной системы, скрытой внутри «размешивающей соломинки».